# Sergej Zozoelin
Sergej Aleksandrovitsj Zozoelin (Russisch: Сергей Александрович Зозулин) (Alma-Ata, 6 januari 1954) is een voormalige professionele basketbalcoach. Hij was coach van verschillende teams in Rusland. Hij kreeg de onderscheiding Geëerde Coach van de Sovjet-Unie en Geëerde Coach van Rusland. 

## Carrière coach
Zozoelin was hoofdcoach van verschillende Russische herenteams. In 1980 begon hij als hoofdcoach bij SKA Alma-Ata. In 1988 werd hij hoofdcoach bij Stroitel Koejbysjev. In 1991 veranderde de clubnaam in STG-Stroitel Samara. In 1996 stapte hij over naar Dinamo Moskou. In 1997 werd hij assistent-coach onder hoofdcoach Stanislav Jerjomin bij CSKA Moskou. Met CSKA werd hij twee keer Landskampioen van Rusland in 1998 en 1999. In 1999 werd Zozoelin hoofdcoach van Avtodor Saratov. Na één seizoen werd hij weer assistent-coach onder Jerjomin bij UNICS Kazan. In 2004 won hij met die club de FIBA Europe League door Maroussi TIM uit Griekenland met 87-63 te verslaan. In 2004 werd Zozoelin hoofdcoach van Evraz Jekaterinenburg. Na één seizoen stapte hij over naar Sibirtelecom-Lokomotiv Novosibirsk om na één jaar te vertrekken naar Ural-Great Perm. In 2007 werd hij hoofdcoach van Almaty BK in Kazachstan. In 2008 keerde hij terug bij Sibirtelecom-Lokomotiv Novosibirsk. In 2009 is hij nog even hoofdcoach geweest van Krasnye Krylja Samara. In 2012 werd hij hoofdcoach bij BK Samara.

## Privé
Sergej Zozoelin is de vader van basketbalspeler Aleksej Zozoelin die uitkomt voor het nationale basketbalteam van Rusland.

## Erelijst
- Landskampioen Rusland: 2
  - Winnaar: 1998, 1999
  - Tweede: 2001, 2002, 2004
- Bekerwinnaar Rusland: 1
  - Winnaar: 2003
- FIBA Europe League: 1
  - Winnaar: 2004
- NEBL: 1
  - Winnaar: 2003